# 白马湖街道
白马湖街道，是中华人民共和国贵州省安顺市镇宁布依族苗族自治县下辖的一个街道办事处。
2016年1月14日，贵州省人民政府批复同意镇宁自治县部分乡镇行政区划调整，新设置的白马湖街道辖原城关镇南街社区、黄果树东大街社区、青龙村、水京村、黄马村、治安村、民族村、永和村、田其村、凉山村、城南村、大新村、民新村、祝英村，街道办事处驻南街社区。

## 行政区划
白马湖街道下辖以下地区：
黄果树东大街社区、南街社区、城南村、地坝村、西一村、西二村、治安村、兴隆村、白马村、祝英村、黄草村、民新村、养新村、玉京村、岩山村、红花村、水井村、大新村、王关村、猴旗村、乔田村、新发村、仰木村、永合村、大山村、乘凉村、元总村、陇槐村、计王村、代家村、丁家村、干河村、土地关村、水塘村、旧寨村、干坝村、十三旗村、玻琳村、客田村、大木山村、瓦窑村、旧苑村、贡寨村和五里坪村。